# Tennistoernooi van New Haven 1998

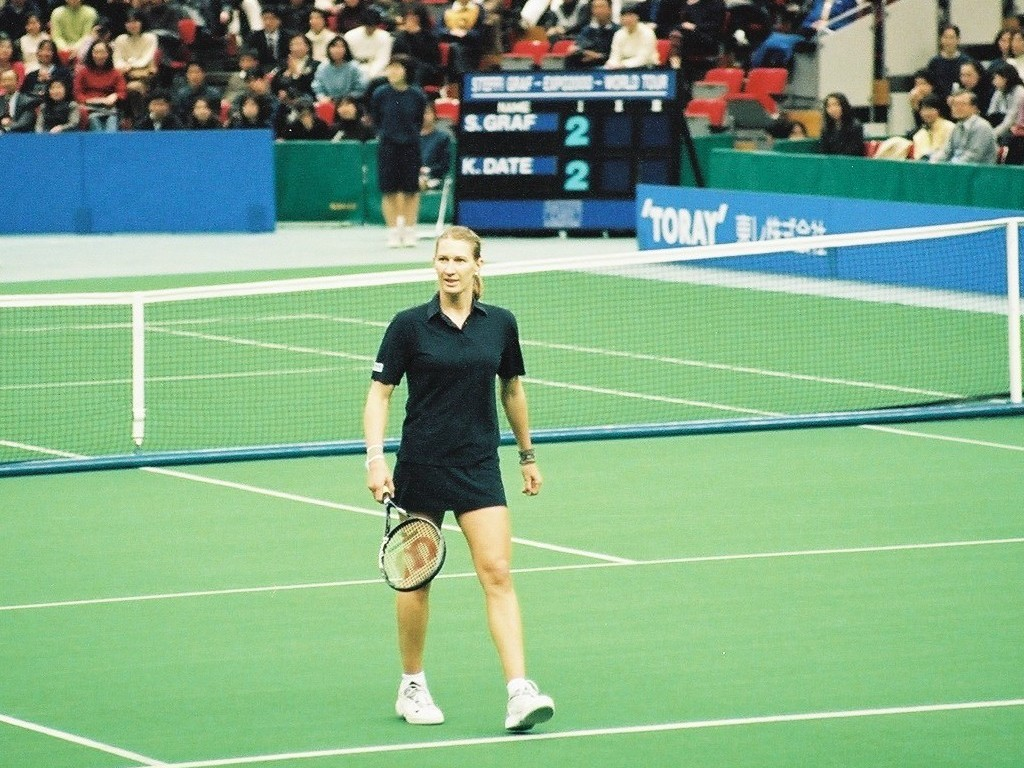
Steffi Graf, winnares bij de vrouwen

Het tennistoernooi van New Haven van 1998 werd van maandag 17 tot en met zondag 30 augustus 1998 gespeeld op de hardcourtbanen van het Cullman-Heyman tenniscenter, gelegen op het terrein van de Yale-universiteit in de Amerikaanse stad New Haven. De officiële naam van het toernooi was Pilot Pen International.
Het toernooi bestond uit twee delen:
- ATP-toernooi van New Haven 1998, het toernooi voor de mannen (17–23 augustus 1998)
- WTA-toernooi van New Haven 1998, het toernooi voor de vrouwen (24–30 augustus 1998)

ATP-toernooi van New Haven – WTA-toernooi van New Haven

1990 · 1991 · 1992 · 1993 · 1994 · 1995 · 1996 · 1997 · 1998 · 1999 · 2000 · 2001 · 2002 · 2003 · 2004 · 2005 · 2006 · 2007 · 2008 · 2009 · 2010 · 2011 · 2012 · 2013 · 2014 · 2015 · 2016 · 2017 · 2018 · 2019